# Speak No Evil
Speak No Evil – szósty album studyjny amerykańskiego saksofonisty jazzowego Wayne’a Shortera, wydany po raz pierwszy w 1966 roku z numerem katalogowym BLP 4194 i BST 84194 nakładem Blue Note Records. To trzecia płyta nagrana przez Shortera dla tej wytwórni.
Oprócz Shortera na okładce albumu uwieczniona została jego pierwsza żona, urodzona w Chicago Teruko (Irene) Nakagami (vel Irene Shorter), z którą miał córkę Miyako. Po jej narodzinach saksofonista napisał utwór, który, zatytułowany Infant Eyes, trafił na Speak No Evil.

## Powstanie
Materiał na płytę został zarejestrowany 24 grudnia 1964 roku przez Rudy’ego Van Geldera w należącym do niego studiu (Van Gelder Studio) w Englewood Cliffs w stanie New Jersey. Produkcją albumu zajął się Alfred Lion.

## Lista utworów
Opracowano na podstawie materiału źródłowego.
Wydanie LP
Strona A
| Nr | Tytuł utworu       | Muzyka        | Długość |
| -- | ------------------ | ------------- | ------- |
| 1. | „Witch Hunt”       | Wayne Shorter | 8:11    |
| 2. | „Fee-Fi-Fo-Fum”    | Shorter       | 5:54    |
| 3. | „Dance Cadaverous” | Shorter       | 6:46    |
|    |                    |               | 20:51   |

Strona B
| Nr | Tytuł utworu    | Muzyka  | Długość |
| -- | --------------- | ------- | ------- |
| 1. | „Speak No Evil” | Shorter | 8:24    |
| 2. | „Infant Eyes”   | Shorter | 6:54    |
| 3. | „Wild Flower”   | Shorter | 6:07    |
|    |                 |         | 21:25   |

Utwór dodatkowy na CD
| Nr | Tytuł utworu                        | Muzyka  | Długość |
| -- | ----------------------------------- | ------- | ------- |
| 1. | „Dance Cadaverous (alternate take)” | Shorter | 6:35    |
|    |                                     |         | 6:35    |

## Twórcy
Opracowano na podstawie materiału źródłowego.
Muzycy:
- Wayne Shorter – saksofon tenorowy
- Freddie Hubbard – trąbka
- Herbie Hancock – fortepian
- Ron Carter – kontrabas
- Elvin Jones – perkusja

Produkcja:
- Alfred Lion – produkcja muzyczna
- Rudy Van Gelder – inżynieria dźwięku
- Reid Miles – projekt okładki, fotografia na okładce
- Don Heckman – liner notes
- Michael Cuscuna – produkcja muzyczna (reedycja na CD)
- Bob Blumenthal – liner notes (reedycja na CD z 1999 roku – Blue Note Records: RVG Edition 7243 4 99001 2 7)